# Groene aarde

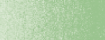

Groene aarde, ook wel terre verte genoemd, is een groen pigment dat in de schilderkunst wordt gebruikt. De kleur is zacht en bescheiden matgroen, zodat ze vooral geschikt is voor de schaduwen in een onderschildering. De kleur van de natuurlijke aarde is echter sterk variabel.

## Samenstelling

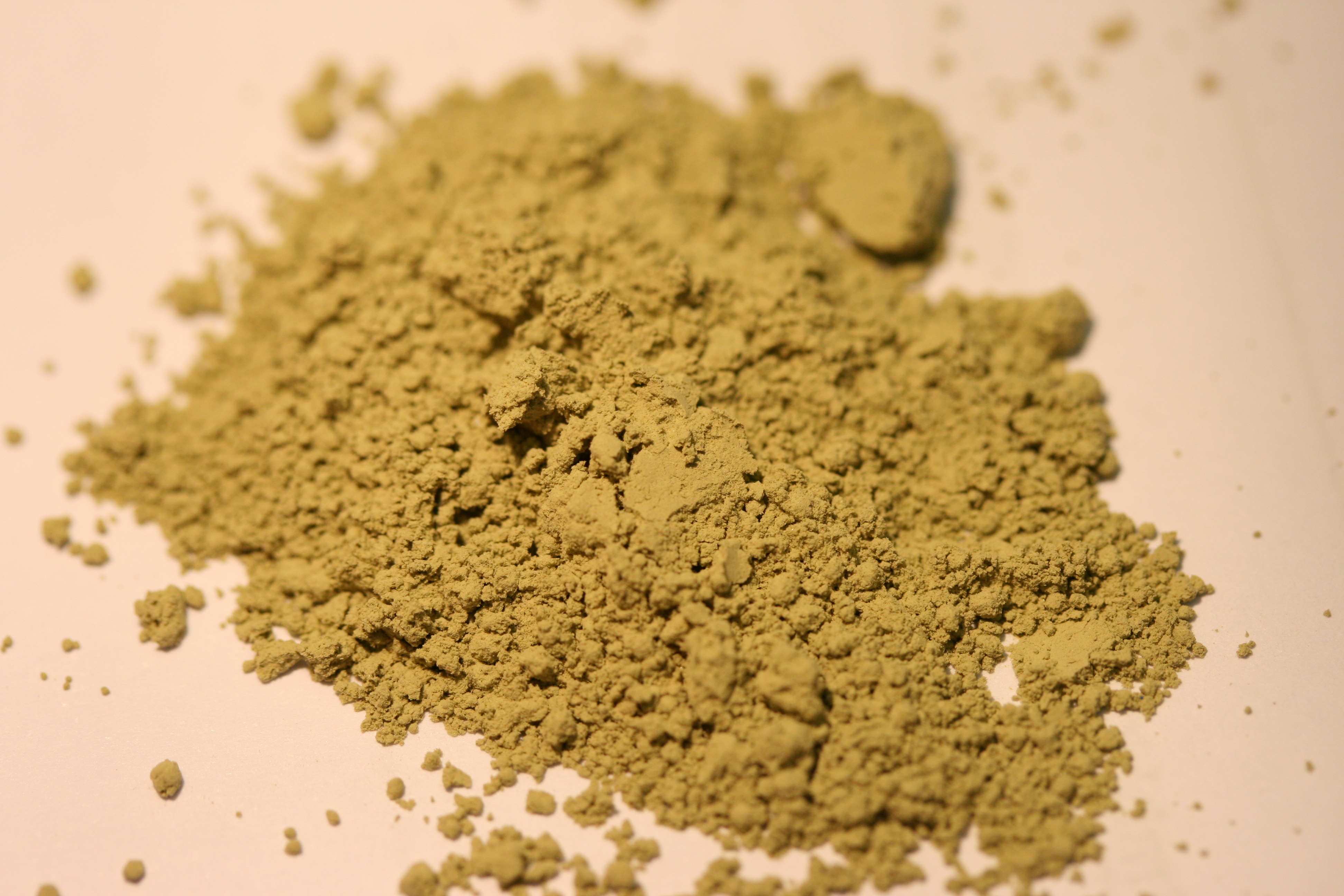
Een gelige variant van groene aarde

Groene aarde ontstaat door verwering van groene mineralen zoals celadoniet, glauconiet, augiet of hoornblende. Het celadoniet is van vulkanische oorsprong. Het glauconiet is een sediment van mariene oorsprong en waarschijnlijk deels organisch. Het kleurend bestanddeel is een hydrosilicaat van aluminium, magnesium en ijzer en wisselt in samenstelling. De chemische formule ervan luidt:
K[(CAl, FeIII), (FeII, Mg)] (AlSi3, Si4) O10(OH)2.
De kleur wordt echter tegenwoordig vooral synthetisch gemaakt.

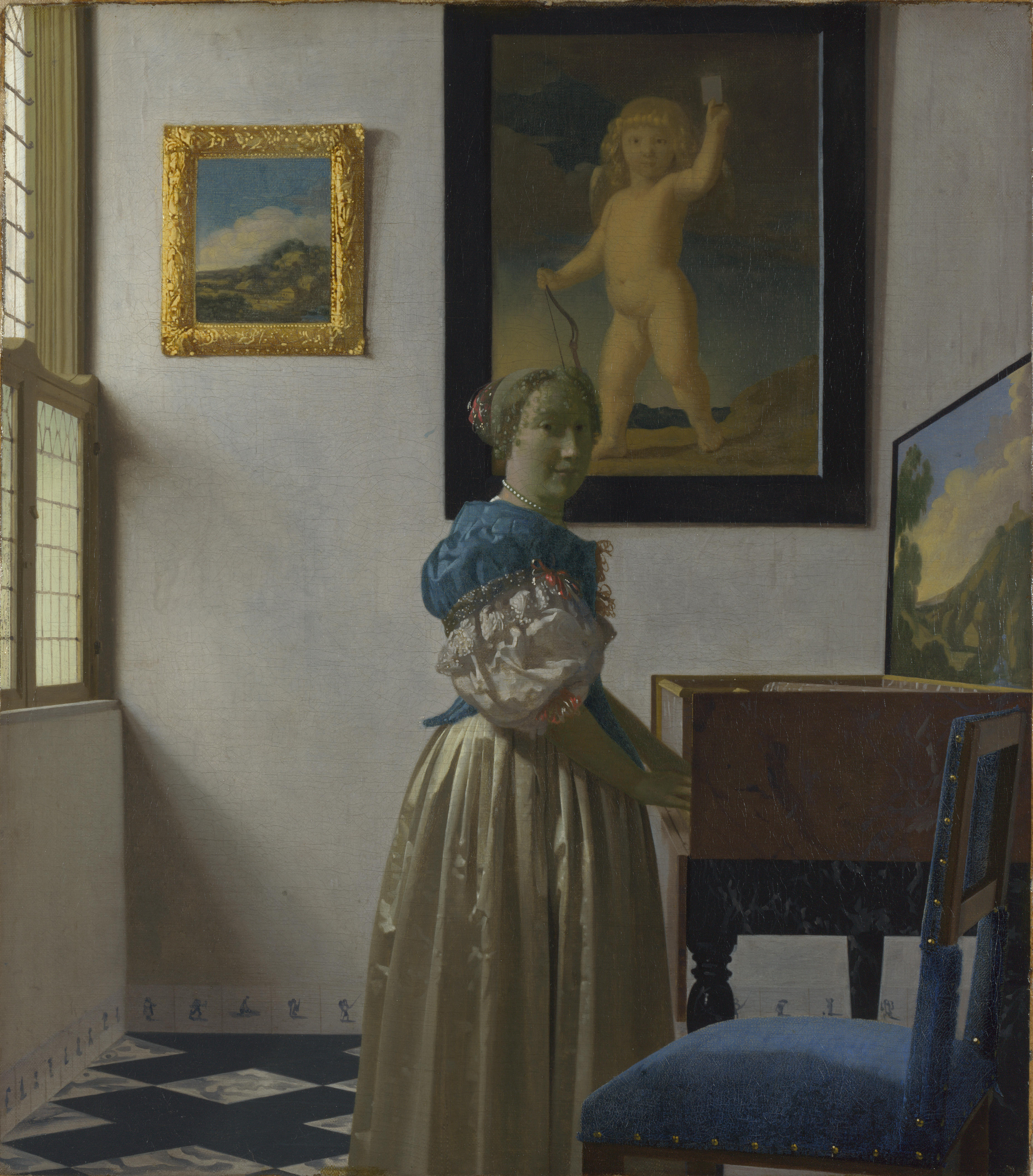
In het gezicht van Vermeers Staande virginaalspeelster is de groene aarde duidelijk zichtbaar

Bij verhitting wordt de kleur bruin, en dan ontstaat de weinig gebruikte gebrande groene aarde.

## Toepassing
Omdat groen de complementaire kleur is van roze, is Groene aarde met name geschikt voor een onderschildering van de schaduwen van de blanke huid, bij het schilderen van een portret bijvoorbeeld. Vooral in de middeleeuwen werd het pigment op die manier gebruikt. Het werd in die rol aanbevolen door Cennino Cennini. Deze noemde als verdere mogelijke toepassing het schilderen van bladeren in de voorgrond (het blauwige malachiet kon dan gebruikt worden voor de achtergrond), de schaduwpartijen van draperieën en waterpartijen. Ook kon het de ondergrond vormen van een verguldsel als alternatief voor rode bolus. Bij Johannes Vermeer is in de schaduw van vleespartijen de kleur vaak opvallend zichtbaar, mede doordat de roze overschildering van het weinig lichtechte karmijn verbleekt is.
Er is geen belangrijke industriële toepassing.

## Eigenschappen
Groene aarde behoort tot de aardkleuren en droogt snel in olieverf. Het is relatief goedkoop en vrijwel perfect lichtecht. Het is inert, stabiel en reageert niet met andere pigmenten. Het lost op in sommige zuren en logen. Het is in beginsel met alle technieken verenigbaar. Het is bestand tegen kalk wat het geschikt maakt voor fresco.
In de praktijk wordt het bij schilderijen vrijwel alleen in olieverf toegepast. Groene aarde heeft namelijk weinig kleurkracht. Bovendien is het pigment in plaats van dekkend transparant of glacerend. De groene kleur kan dus verzadigder en dieper worden gemaakt door een olieglacis. In de klassieke waterverftechniek echter, waarin de gom wordt opgezogen door het papier, slaan de matte pigmentdeeltjes daar op neer zodat door de geringe kleurkracht een zeer fletse kleur ontstaat. Datzelfde doet zich bij acrylverf door de geringe pigmentconcentratie die dat bindmiddel kenmerkt. De tint is niet zo bijzonder dat het nuttig is voor gouache. In de Colour Index is het het PG 23.
Het pigment is zover bekend niet giftig of kankerverwekkend. Het wordt echter niet in voedingsmiddelen gebruikt. Inademen van het pigmentpoeder kan irritaties veroorzaken.

## Geschiedenis

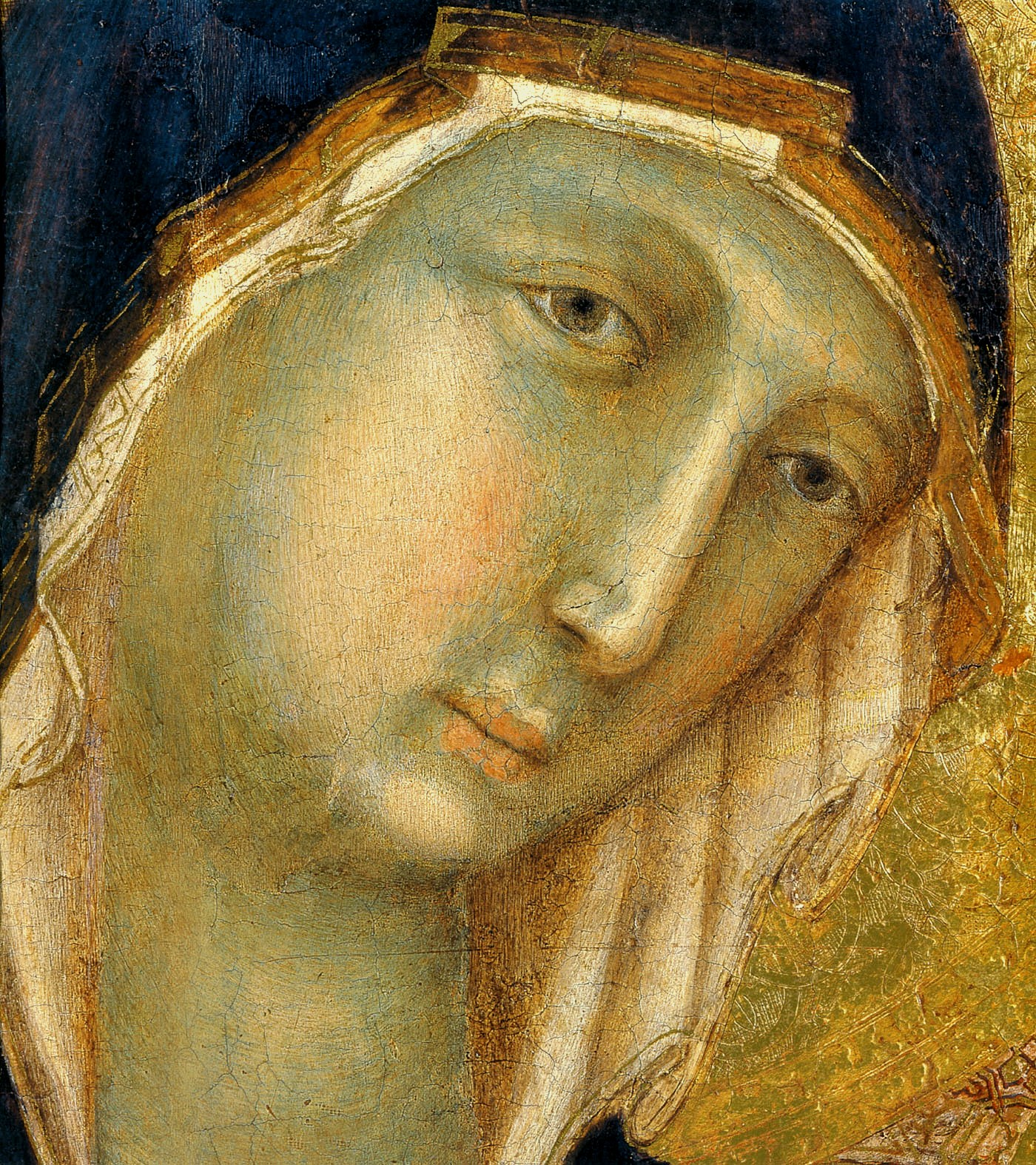
Groene aarde in een ikoon door Duccio di Buoninsegna

De geschiedenis van Groene aarde is in detail bestudeerd door Carol Grissom. Het pigment is geïdentificeerd in rotsschilderingen en op een masker van de Tsimshian. Het werd op ruime schaal toegepast sinds de oudheid. Het is in Romeinse en Indiase muurschilderingen aangetroffen. Het wordt gewonnen in Centraal-Europa (Tsjechië), bij Verona in Italië, in Frankrijk en op Cyprus. Cyprus was de belangrijkste bron tijdens de Klassieke Oudheid. Vitruvius vermeldt een pigment dat hij creta viridis noemt ofwel "groen krijt". De beste kwaliteit zou komen van de bezittingen van een zekere Theodoteos bij Smyrna. Die stof werd aangeduid als Theodoteion; nog in de middeleeuwen was theodote een gangbare naam. Vanwege de vindplaats bij Verona wordt het pigment ook wel Veronesegroen genoemd, maar dit is feitelijk een ander pigment, genoemd naar de schilder Paolo Veronese (zie aldaar). Groene aarde uit Verona is wat geliger van toon, die uit Cyprus wat blauwiger.
In de middeleeuwen werd het veel gebruikt in Byzantijnse iconen, in tempera. Die techniek werd voortgezet in Russische kloosters. In de Renaissance werd het algemeen toegepast in fresco's. De productie bleef daarna op peil omdat het andere beschikbare groene pigment, verdigris, duurder was en de neiging had te verkleuren. Eind achttiende eeuw begonnen er echter meer groene pigmenten beschikbaar te komen. Die hadden echter niet de speciale glacerende eigenschappen. Zo bleef er een beperkte vraag bestaan naar groene aarde.
Overigens werd "groene aarde" pas laat een gebruikelijke naam. Grissom vond als oudste vermelding de term terra verdi uit 1783. Grünerde wordt voor het eerst vermeld in 1788, terre verte in 1820.